# طول و عرض

یک دستگاه مختصات دکارتی و نمایش قدر مطلق مختصات نقاط (۲، ۳)، (۰، ۰)، (۳-، ۱) و (۱٫۵-, ۲٫۵-) (خط‌چین‌ها).اولین عدد در این زوج‌های مرتب همان طول و دومین عدد عرض هر نقطه است.

در ریاضیات، طول و عرض (به انگلیسی: Abscissa and ordinate) به ترتیب به مؤلفه‌ی اول و دوم مختصات یک نقطه در دستگاه مختصات گفته می‌شود. طول یک نقطه با تصویر کردن این نقطه بر محور اولیه و عرض آن با تصویر نمودن آن بر محور ثانویه به دست می‌آید؛ معمولاً این دو محور، متناظر به محور افقی (خوابیده) و محور عمودی (ایستاده) در دستگاه مختصات دکارتی هستند.
یک زوج مرتب به شکل {\displaystyle (x,y)} متشکل از دو جمله است که می‌تواند متناظر به مختصات یک نقطه در فضایی متعامدِ دوبُعدیِ مستطیلی مانند دستگاه مختصات دکارتی در نظر گرفته شود.